# Parafia Wniebowzięcia Najświętszej Maryi Panny i św. Jozafata Kuncewicza w Sopoćkiniach
Parafia Wniebowzięcia Najświętszej Maryi Panny i św. Jozafata Kuncewicza w Sopoćkiniach – rzymskokatolicka parafia znajdująca się w Sopoćkiniach, w diecezji grodzieńskiej, w dekanacie Sopoćkinie, na Białorusi.

## Historia
Pierwszy kościół w Sopoćkiniach ufundował w 1612 Jan Wołłowicz. Nosił on wezwanie Matki Bożej Wniebowziętej i był kościołem filialnym parafii w Hoży.
Parafia w Sopoćkiniach została erygowana 27 kwietnia 1789. 22 lutego 1879 kościół i parafia zostały zamknięte przez władze carskie. Parafia ponownie erygowana 15 lutego 1905 przez papieża Piusa X, w wyniku ukazu tolerancyjnego cesarza Mikołaja II. Kościół, będący od 1890 własnością klasztoru mniszek prawosławnych, nie został zwrócony. Katolicy mogli wybudować małą kaplicę przy cmentarzu parafialnym. Kościół powrócił do katolików 15 sierpnia 1916.
Od 1925 parafia należała do diecezji łomżyńskiej. Podczas II wojny światowej kościół został uszkodzony w wyniku działań wojennych prowadzonych zarówno przez Armię Czerwoną jak i Wehrmacht.
W Związku Socjalistycznych Republik Radzieckich parafia działała do śmierci proboszcza ks. Józefa Nowosadki w 1965. W późniejszych latach parafianie bronili kościoła przed zamknięciem i w 1970 wywalczyli zgodę na dojazd do Sopoćkin księży z okolicznych parafii. Kolejny proboszcz, ks. Witold Lozowicki, został mianowany 1 lipca 1984. W dniach 4 – 6 listopada 1988 parafię odwiedził biskup pomocniczy łomżyński Edward Samsel (parafia do 1991 de iure nadal należała do diecezji łomżyńskiej).